# Élections parlementaires somaliennes de 2021-2022
Les élections législatives somaliennes de 2021 ont lieu du 12 septembre au 2 octobre 2021 afin de renouveler au suffrage direct la Chambre du peuple et la Chambre haute du Parlement fédéral de Somalie.
Il est initialement prévu que les membres de la Chambre du peuple soient élus au suffrage universel direct pour la première fois depuis 1984. Le projet est cependant abandonné au vu de la situation intérieure du pays.

## Contexte
Le 17 septembre 2020, un accord conclu avec toutes les composantes politiques prévoit notamment la tenue d'élections présidentielle et législatives avant la fin du mandat de quatre ans de Mohamed Abdullahi Mohamed, soit le 7 février 2021.
Les négociations sur l'organisation du scrutin se prolongent cependant sans résultat, notamment parce que deux États fédérés, le Puntland et le Jubaland, accusent le président sortant, candidat à sa réélection et soutenu par la communauté internationale, de vouloir placer ses proches dans les commissions électorales,.
De nouveaux pourparlers achoppent à Dhusamareb le 5 février 2021, empêchant la tenue du scrutin au sein du Parlement avant la date fatidique du 8 février. Le président sortant Mohamed Abdullahi Mohamed appelle alors à la tenue d'un nouveau cycle de consultations le 15 février, mais l’opposition déclare qu'elle ne reconnaît plus sa légitimité maintenant que son mandat est achevé, et réclame la mise en place d’un « Conseil national de transition » chargé d'organiser les futures élections présidentielle et législatives,.
La prolongation de son mandat de deux ans le 14 avril en attendant la tenue d'élections directes ayant provoqué des troubles dans la capitale, le président sortant y renonce et accepte la tenue d'une élection indirecte selon l'accord de septembre 2020. Le Premier ministre, chargé d'organiser le scrutin, annonce une réunion pour le 20 mai.

## Date du scrutin
La chambre haute est élue du 27 juillet au 13 novembre 2021.
Le 10 janvier 2022, les dirigeants des principaux partis somaliens annoncent la conclusion d'un accord pour achever le processus électoral entre le 15 janvier et le 25 février 2022. Le dernier jour du délai, cependant, seuls les deux tiers des 275 sièges de parlementaires sont pourvus. Les dirigeants somaliens s'accordent par conséquent sur une extension des législatives jusqu'au 15 mars, repoussant par la même occasion l'élection présidentielle. À cette extension suit une autre, cette fois-ci au 31 mars.

## Modes de scrutin
Les membres de la Chambre du peuple sont élus par des représentants des différentes régions du pays au lieu du suffrage universel direct initialement prévu pour cette chambre. Les membres de la Chambre haute sont élus au suffrage indirect par les parlements des régions.
Un quota de 30 % des sièges est réservé aux femmes.

## Résultats
Pour la Chambre haute, le quota des 30 % des sièges réservés aux femmes n'est finalement pas respecté, seulement 13 sièges, soit 24 % des sièges, sont finalement remportés par celles-ci.
À l'issue du scrutin, les deux chambres sont dominées par l'opposition au président sortant Mohamed Abdullahi Mohamed. Abdi Hashi Abdullahi est réélu président de la Chambre haute et Adan Mohamed Nuur Madobe est élu président de la Chambre du peuple.